# Warrick Brown
Warrick Brown fue un personaje de ficción, interpretado por Gary Dourdan, de la serie de televisión CSI: Crime Scene Investigation, emitida por la cadena CBS. Apareció en todos los episodios hasta su muerte en la novena temporada, con la excepción de "After the Show" en la cuarta temporada, "Crow's Feet" y "Committed" en la quinta, y "The Chick Chop Flick Shop" en la octava.

## Infancia y juventud
Warrick Brown nació en 1971, fue un nativo de Las Vegas, cuyo padre lo abandonó poco después de su nacimiento, y cuya madre murió cuando él tenía siete años. Criado por su abuela y tía Bertha, Warrick encontró muchas dificultades para socializar, por lo que ahogó esos problemas leyendo algún libro. Su amor por las matemáticas y la ciencia lo llevó a la Western Las Vegas University, donde se graduó como Licenciado en Ciencias de la Química.

## Personalidad
Warrick creció en un hogar muy estricto, y mantuvo oculto en secreto de su abuela, su posición como corredor de casinos. Fue fuertemente influenciado por un organizador, que dirigía un centro comunitativo, donde luego de la escuela, corría hacia ella.
A principios de la serie, Warrick mostró signos de ser ludópata, un adicto a los juegos de azar. Después de un incidente en el episodio "Pilot", donde su problema asociado al juego, provocó la muerte de una novata CSI (Holly Gribbs), la adicción de Warrick comenzó a ser un problema, dentro del equipo. Sara Sidle no se llevaba bien con Brown en los primeros episodios de la serie, porque sabía de su adicción, sin embargo, terminaron por convertirse en buenos amigos y colegas. Warrick también tendían a no llevarse bien con Jim Brass, a inicio de la 1, pero a lo largo de varios episodios, se solucionaron las cosas.
Warrick mantuvo una fuerte amistad con su compañero CSI Nick Stokes.

## Relaciones

### Catherine Willows
Warrick parecía tener una relación muy estrecha y personal con Catherine Willows, aunque queda claro durante todo el show que su relación no se convirtió en nada más serio. En la quinta temporada, en el episodio "Down the Drain", Catherine cayó en los brazos de Warrick y compartieron una "romántica" escena juntos, que se interrumpió de improviso. Catherine y Warrick siguieron mostrando signos de coqueteo hasta la sexta temporada, donde se descubre que Warrick le había propuesto matrimonio y se había casado con su novia, Tina. Catherine pareció estar muy consternada y triste, ya que Brown, no le había dicho nada a ella y estaba visiblemente molesta y celosa de su nueva relación.

### Nick Stokes
Warrick y su compañero Nick Stokes mantuvieron una fraternal relación desde la primera temporada. Warrick y Nick a menudo apostaban en los casos, como se apreció en el episodio "Anonymous". Warrick estuvo muy molesto cuando Nick fue secuestrado y enterrado vivo en el final de la quinta temporada ("Grave Danger"). Nick, por su parte, también se molestó cuando se enteró de que Warrick había sido asesinado en el final de la octava temporada ("For Warrick"). Las pruebas apuntaron a McKeen (el ayudante del sherif del Departamento de Policía de Las Vegas). Cuando Nick se encontró con McKeen luego del asesinato, lo mantuvo a punta de pistola, mientras este revelaba su culpabilidad. McKeen exigió que Nick le disparara. Cuando Brass llegó donde se encontraban ambos, notó que Nick había disparado, pero al aire.

### Gil Grissom
Warrick no sentía más que respeto e idolatría por Grissom, desde la primera temporada. Gil realmente cuidó de Warrick, lo consideraba como a un hijo, ayudándolo cuando tuvo problemas con su adicción al juego. Pensaba que Brown podría ser su sucesor como supervisor de laboratorio cuando él ya no estuviera. En la novena temporada, episodio "For Warrick", muestra como Grissom fue la primera persona en encontrar a Warrick después de haber recibido el disparo que le quitó la vida, y fue en sus brazos cuando Warrick murió posteriormente. Al enterarse de esto, Sara comentó que "no podría haber elegido un mejor lugar para morir." Más tarde, el equipo encontró un vídeo en el hogar de Warrick, que contenía una grabación de una entrevista a Warrick para lograr obtener la tutela de su hijo, donde afirma que nunca conoció a su padre biológico, pero si pudiera elegir a alguien para ser su padre, sería Grissom.

## Muerte
En el final de la octava temporada ("For Gedda"), Warrick fue detenido para ser interrogado después del asesinato del jefe de la mafia, Lou Gedda. A principios de aquella temporada, Warrick se había involucrado con una mujer relacionada con Gedda. Después de su muerte, Warrick se convirtió en el principal sospechoso de su asesinato. Durante la investigación de Warrick, los rumores de que Gedda mantenía un agente encubierto en el Departamento de Policía de Las Vegas comenzaron. Gedda telefoneó a Warrick para informarle que estaba "dispuesto a hablar". Luego de una discusión, Warrick fue acusado de haber sido el asesino de Gedda. El equipo del turno de noche se mantuvo en el caso, que fue procesado por Conrad Ecklie y el equipo del turno de día. Grissom le pidió a Ecklie que les permitieran procesar la evidencia prima después del equipo del turno día, con el fin de sacar sus propias conclusiones. De este modo, el equipo de Grissom descubrió que otro oficial del departamento estuvo involucrado en el asesinato de Gedda, logrando que la Policía de Las Vegas no presentara cargos en contra de Warrick.
Después de la liberación de Warrick, el equipo de Grissom fue a comer a un restaurante local para celebrar su absolución. Nick preguntó a Warrick si quería ir a tomar una cerveza, pero este no accedió. Mientras se dirigía al callejón donde tenía aparcado su auto, el ayudante del sheriff, Jeffrey McKeen, se le acercó y le preguntó sobre el caso. Warrick le recordó que el encubierto de Gedda todavía estaba por ahí suelto, y que lo iba a buscar hasta atraparlo. McKeen, le dice a Warrick, "Eso es lo que hace un gran CSI", momento en que le disparó, limpió la pistola de sus huellas, y la dejó caer en el auto, marchándose del lugar, dejando a un moribundo Warrick desplomado sobre el volante. En el estreno de la novena temporada, Grissom descubrió el cuerpo de Warrick en su automóvil estacionado. Grissom lo sacó del auto y descubrió que Warrick estaba todavía vivo. Warrick intenta decir a Grissom sobre su atacante, pero muere antes de revelar la identidad de la persona. McKeen más tarde fue capturado y arrestado.
Durante la investigación de su muerte, se encontraron unos documentos en el apartamento de Warrick, que revelararon que tenía un hijo. En un video que Brown realizó para obtener la tutela del niño, expresa la figura paterna que fue Grissom para él y que fue Gil, quien le enseñó como cuidar de las personas. En el funeral de Warrick, Grissom ofrece un elogio emocional, diciendo que lo va a "extrañar mucho". En el episodio "Turn, Turn, Turn", se revela que Nick y algunos de los otros han iniciado un fondo para la universidad del hijo de Warrick.